# Reimer von Essen

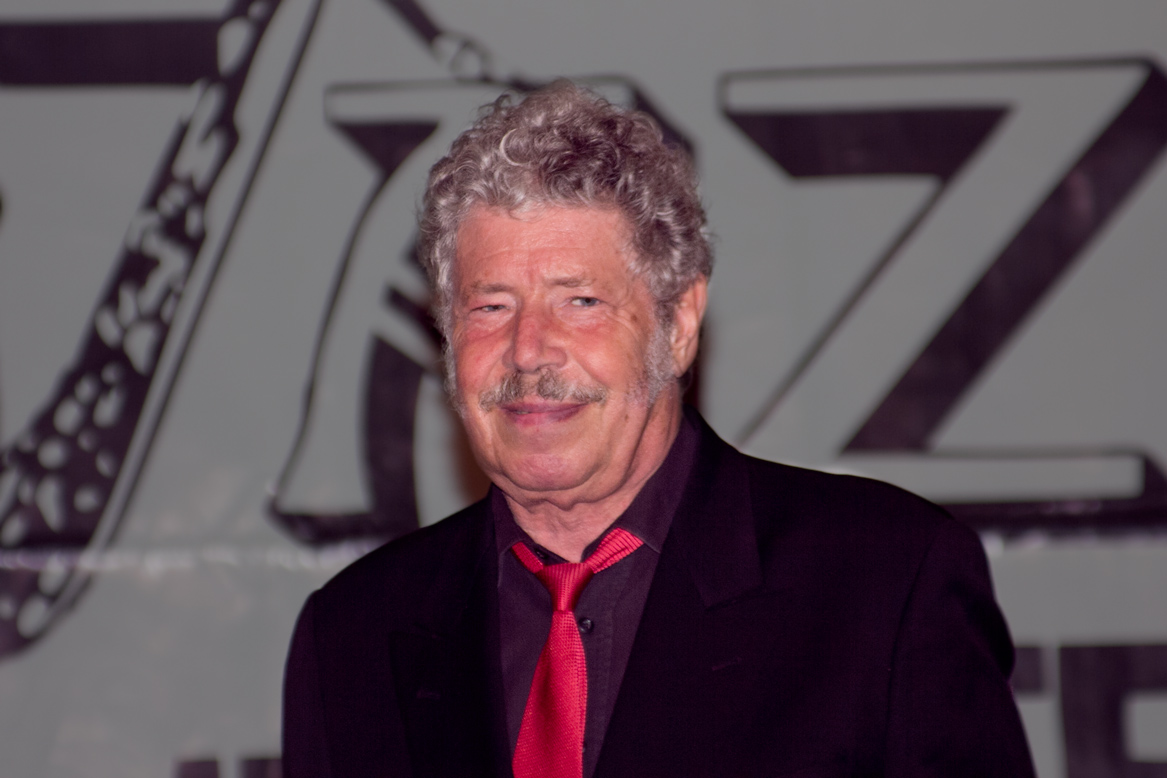
Reimer von Essen, 2011

Reimer von Essen (* 31. Oktober 1940 in Hamburg) ist als Jazz-Klarinettist und -Bandleader bekannt durch die Frankfurter Barrelhouse Jazzband.

## Leben und Wirken
Von Essen (Klarinette, Altsaxophon, Klavier, Arrangements, Komposition) verbrachte seine Schulzeit zunächst in Shanghai, später in Plön und ab 1949 in Frankfurt am Main. Erste Jazzkontakte bekam er durch Platten von Freunden und nahm daraufhin Klarinettenunterricht bei J. Englert (1954–1956) sowie in Jazztheorie bei Alfons M. Dauer.
Nach dem Abitur 1958 studierte er Deutsch, Englisch und Musik und machte sein Examen 1966 in Frankfurt. Von 1966 bis 1991 unterrichtete er als Lehrer an der Albert-Schweitzer-Schule in Frankfurt, wo er auch zwei Schulopern komponierte, mit denen sein Einstieg in sein Leben als Berufsmusiker begann.
1957 kam es zu ersten Auftritte mit der Beale Street Seven. 1958 gründete er die Blue Washboard Five (eine Aufnahme auf einer Festival-LP). 1959 wechselte von Essen zur Smokehaus Jazzband und 1962 zur Barrelhouse Jazzband, deren Leiter er bis zu seinem Ausscheiden aus der Formation 2023. Mit der Barrelhouse Jazzband führten ihn Tourneen durch über 56 Länder der Erde (Stand 2011).
Die Barrelhouse Jazzband nahm unter seiner Leitung über 30 LPs und CDs auf, von denen eine in New Orleans verlegt ist. Ab 1978 nahm von Essen mit Klaus Pehls Ragtime Society (2 LPs) auf und bei den Jazz Classics (2 LPs). 1982 war er Mitgründer des Art Hodes International Trio (1 LP, 2 CDs, Tapes), das seit dem Tod von Hodes 1992 als International Trio zunächst mit Ralph Sutton fortgeführt wurde (3 CDs) und nach dessen Tod mit Christian Azzi (3 CDs) und David Boeddinghaus (1 CD). Reimer von Essen nahm auch als Solist auf (3 LPs/CDs bei Stomp Off Records, einer amerikanischen Firma, und 7 CDs in Deutschland mit internationalen Besetzungen), als Leiter bei der The New Orleans Four Plus One (2 CDs) und mit dem Reimer von Essen Trio. Er ist Mitgründer der Original Union Brassband und der Big Band Memories. Diese Gruppen existieren seit Jahrzehnten und sind aktiv.
In unterschiedlichen Besetzung nahm von Essen zwischen 1996 und 2002 alljährliche am seinerzeit wichtigsten Festival des traditionellen Jazz, dem JazzAscona teil, auch im Trio und mit den New Orleans Four. 2007 feierte er sein 50-jähriges persönliches Bühnenjubiläum und seine 50. LP/CD-Einspielung. Tom Lord zählt zwischen 1958 und 2016 149 Aufnahmen mit ihm.
1965 war von Essen Mitgründer der GFN und Mitveranstalter der Hot Jazz Festivals bis 1970. Gelegentlich lehrte er am Goethe-Institut und an der Sommer-Universität Alpbach. Er ist Autor und Mitautor von diversen Jazzpublikationen. Ab 1990 war er Vorstandsmitglied der Hessischen Jazzakademie bis zu deren Auflösung 2000; ab 1992 war er künstlerischer Leiter der Plöner Jazztage. 1995 bis 2001 war er Leiter des jährlichen Ascona Hot Jazz Workshops (Schüler von ihm spielen in mehreren Bands Deutschlands), 2003 und 2006 Dozent bei den Darmstädter „Jazz Conceptions“, und ab 2006 Dozent im Classic Jazz Workshop.
Von Essen gilt seit langem als bedeutende Persönlichkeit des traditionellen Jazz in Deutschland und wurde in Radio, TV, Zeitungen, Zeitschriften und Büchern beschrieben. Auch seine Kinder Lil von Essen und Oliver von Essen sind Musiker. 2011 erhielt er den Hessischen Jazzpreis.

## Ehrungen und Auszeichnungen
- 1968 persönliche Ehrenbürgerschaft der Stadt New Orleans
- 2011 Hessischer Jazzpreis[2]
- 2019 Goethe-Plakette des Landes Hessen[3]

## Schriften
- Geschichte des Jazz in Frankfurt (bis 1972) in Jazzforschung Band 5, Graz 1973
- New Orleans Jazz, in Joachim Ernst Berendt (Hrsg.) Die Story des Jazz. Von New Orleans zum Rock Jazz. Rowohlt, Reinbek 1975, 1991
- Aufführungspraxis des traditionellen Jazz, in: Wolfgang Sandner (Herausgeber) Jazz, Handbuch der Musik im 20. Jahrhundert, Bd. 9, Laaber Verlag, 2005
- Talking Hot (Hrsg.)  – Geschichte des traditionellen Jazz in Deutschland. Societäts Verlag, Frankfurt 2021